# Idaea pachydetis
Idaea pachydetis är en fjärilsart som beskrevs av Edward Meyrick 1888. Idaea pachydetis ingår i släktet Idaea och familjen mätare. Inga underarter finns listade i Catalogue of Life.